# Accouchement sous X

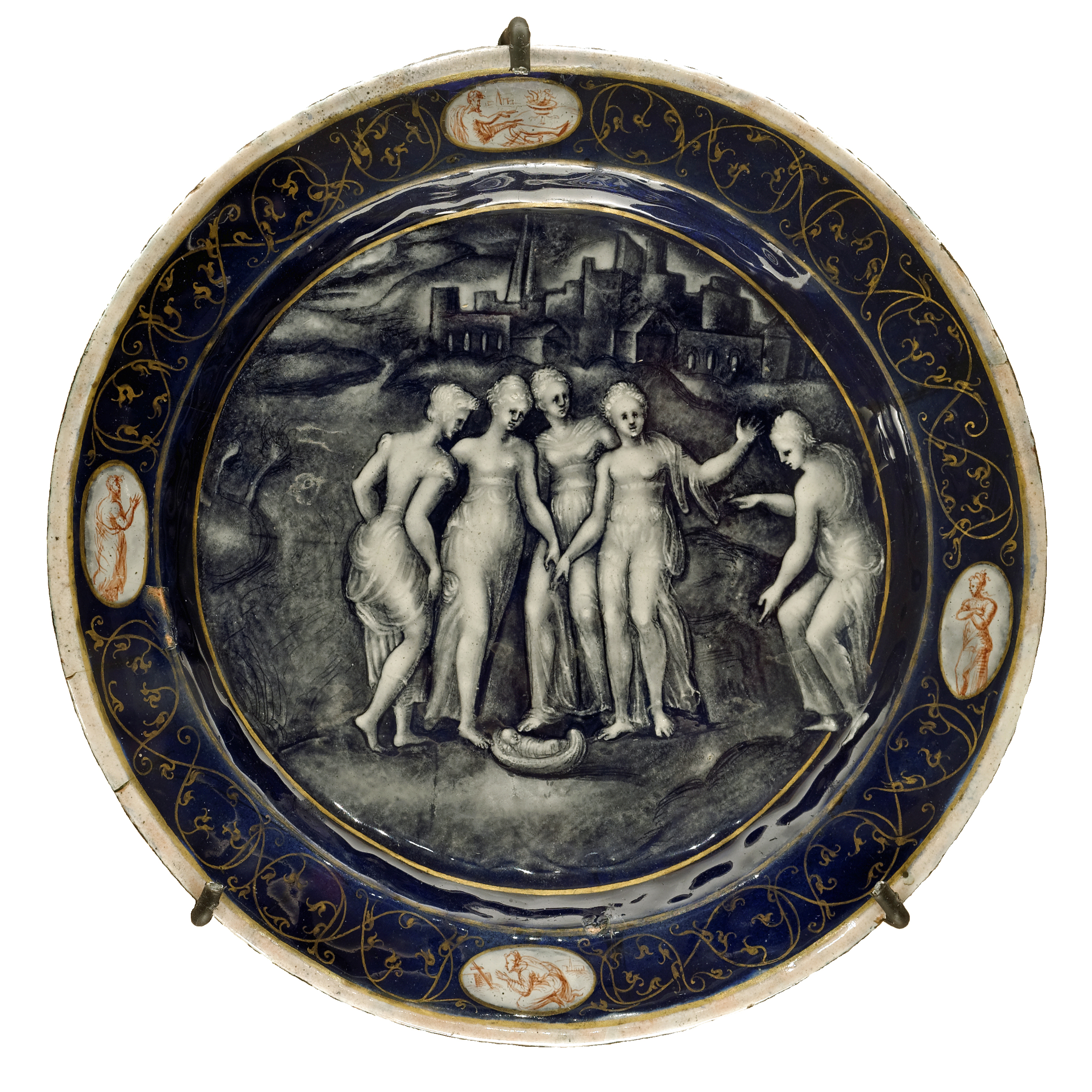
Léonard Limosin, La Découverte du berceau de Moïse

Accouchement anonyme
En droit français, l'accouchement sous X,, aussi appelé « accouchement anonyme » ou « accouchement sous le secret », est traditionnellement défini comme la possibilité pour une femme de laisser son nouveau-né aux services de l'État et le droit de demeurer anonyme aux yeux de la société.
Cela permet à une femme, dite parturiente, d'accoucher puis d'abandonner le nouveau-né sans que soit révélée son identité, ni sa responsabilité engagée (délit de délaissement d'enfant). Le droit français prévoit toutefois, sous conditions, la possibilité de lever le secret. Des mécanismes différents (tous ne recourent pas au mécanisme de la fiction juridique), mais à la finalité similaire, existent dans d'autres pays.
La parturiente peut laisser son nom dans une enveloppe scellée en papier, ce qui, en cas de décès durant l'accouchement, facilite la rédaction de l'acte de décès.
Les motivations pour l'accouchement sous X sont diverses : impossibilité matérielle, psychologique ou sociale de s'occuper de l'enfant, absence de désir d'élever l'enfant, enfant né hors mariage ou issu d'un viol, absence du père de l'enfant.
Cette disposition du droit français a fait l'objet de nombreux recours concernant :
- le droit d'accès à ses origines (« Qui sont mes parents ? »).
- le droit du père, voire des grands-parents à s'opposer à la procédure (« Je veux m'occuper de cet enfant, il fait partie de ma famille »).

Ces attaques ont conduit le législateur français à modifier la loi en créant le Conseil national pour l'accès aux origines personnelles (CNAOP) et à envisager la possibilité que le père puisse reconnaître l'enfant, même si la mère accouche sous X.

## Comparaisons

### Législations équivalentes dans d'autres pays
Jusqu'en 1999, en Espagne, une femme pouvait accoucher anonymement, mais seulement si elle était célibataire. Le 21 septembre 1999, le tribunal suprême espagnol a supprimé cette possibilité d'accouchement anonyme (parto anónimo) qu'offrait jusqu'alors la législation sur l'état civil.
Il existe une législation similaire en Autriche depuis 2001, et il en existerait aussi au Luxembourg, en Italie et en République tchèque.
En Allemagne, la loi autorise depuis 2014 "l'accouchement confidentiel". Ce dispositif d'accouchement confidentiel est aussi disponible en Suisse. Il s'agit alors d'accoucher sous pseudonyme, en informant seulement l'autorité de l'état civil et l'autorité de la protection de l'enfant et de l'adulte, qui eux-mêmes doivent garder le secret.

### Dispositifs français proches
La juriste Marcela Iacub souligne :

« Remarquons en préambule qu'on confond trop souvent trois réalités bien distinctes : la maternité secrète, l'abandon secret et l'accouchement sous X. La première est la possibilité qu'a une femme de ne pas mentionner son nom dans l'acte de naissance d'un enfant. La deuxième, la possibilité offerte aux parents légaux d'abandonner leur enfant sans donner leur nom. La troisième, enfin, la garantie que donne l'administration de garder secrète, en toute circonstance, l'identité de la femme qui a accouché et, depuis 1993, d'interdire toute action en recherche de maternité contre les femmes qui accouchent de cette façon. (…)
La première a été reconnue officiellement dès la Révolution française, la deuxième par la loi de 1904 sur les abandons, et la troisième par une loi de 1941. »

— Iacub 2004, p. 285
D'autres confusions fréquentes sont indiquées par Nadine Lefaucheur :

« Accoucher clandestinement, c'est accoucher « en cachette », hors d'un dispositif officiel ou légal. Dans le cadre de l'accouchement dit sous X, la loi ne parle que de secret, ce qui, stricto sensu, impliquerait que le nom de l'accouchée soit connu « d'un nombre limité de personnes » et doive « rester caché des autres, du public » (Petit Robert). Mais, la loi prescrivant aussi qu'aucune pièce d'identité ne soit exigée et qu'aucune enquête ne soit faite, l'accouchement peut aussi, de fait, être anonyme. »

— Lefaucheur 2006

## Historique

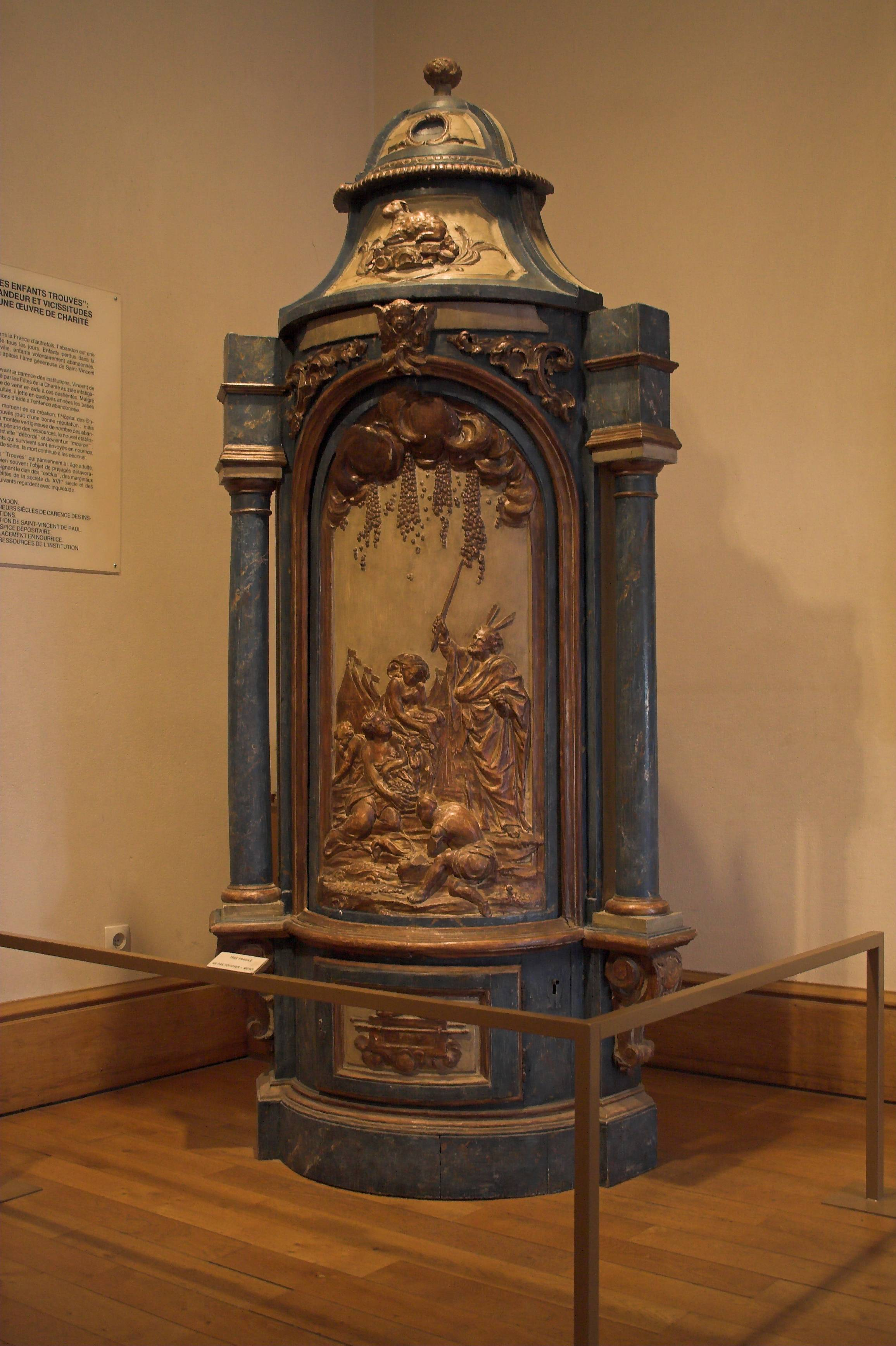
Tour d'abandon français du XVIIIe siècle
(Musée de l'Assistance Publique - Hôpitaux de Paris, Hôtel de Miramion)

La règle de droit romain Mater semper certa est (la mère est toujours connue de manière sûre) n'a pas été transcrite dans le droit français. Il existe en France une tradition ancienne d'abandon organisé d'enfants nouveau-nés, pour donner une alternative aux avortements, prohibés par l'Église catholique. On peut faire remonter cette pratique à l'époque de Vincent de Paul qui introduisit l'usage du tour, sorte de tourniquet placé dans le mur d'un hospice. La génitrice y déposait l'enfant puis sonnait une cloche. À ce signal de l'autre côté du mur, quelqu'un faisait basculer le tour et recueillait le nourrisson. En créant l'œuvre des Enfants trouvés en 1638, saint Vincent de Paul eut pour objectif de lutter contre les infanticides, les avortements ou les expositions.
La prise en compte de l'accouchement dans l'abandon secret est l'œuvre de la Révolution française. Le 28 juin 1793, la Convention nationale vota le décret suivant :

« Il sera pourvu par la Nation aux frais de gésine de la mère et à tous ses besoins pendant le temps de son séjour qui durera jusqu'à ce qu'elle soit parfaitement rétablie de ses couches. Le secret le plus inviolable sera conservé sur tout ce qui la concerne. »

Le système d'abandon dans le tour a été supprimé par une loi du 27 juin 1904 qui instaura le système du « bureau ouvert » (ouvert jour et nuit pour laisser à la femme la possibilité de déposer secrètement un enfant sans décliner son identité, tout en lui indiquant les conséquences de l'abandon et en lui proposant des secours). La tradition d'aide à la maternité secrète amena le gouvernement de Vichy à adopter le décret-loi du 2 septembre 1941 sur la protection de la naissance. Celui-ci organisait l'accouchement anonyme et la prise en charge gratuite de la femme enceinte pendant le mois qui précède et le mois qui suit l'accouchement dans tout établissement hospitalier public susceptible de lui donner les soins que comporte son état. Ce texte fut remplacé par les décrets du 29 novembre 1953 et du 7 janvier 1959, avant d'être modifié en 1986 puis par la loi du 8 janvier 1993 et enfin par la loi du 22 janvier 2002, pour devenir l'article 47 du Code de la famille et de l'aide sociale puis l'actuel article L222-6 du Code de l'action sociale et des familles.

## Dispositif de l'accouchement sous le secret

### Textes légaux
L'accouchement sous X relève essentiellement de trois textes :
« Lors de l'accouchement, la mère peut demander que le secret de son admission et de son identité soit préservé. »
— Article 326 du Code civil
« Toute femme qui demande, lors de son accouchement, la préservation du secret de son admission et de son identité par un établissement de santé est informée des conséquences juridiques de cette demande et de l'importance pour toute personne de connaître ses origines et son histoire. Elle est donc invitée à laisser, si elle l'accepte, des renseignements sur sa santé et celle du père, les origines de l'enfant et les circonstances de la naissance ainsi que, sous pli fermé, son identité. Elle est informée de la possibilité qu'elle a de lever à tout moment le secret de son identité et, qu'à défaut, son identité ne pourra être communiquée que dans les conditions prévues à l'article L147-6. Elle est également informée qu'elle peut à tout moment donner son identité sous pli fermé ou compléter les renseignements qu'elle a donnés au moment de la naissance. Les prénoms donnés à l'enfant et, le cas échéant, mention du fait qu'ils l'ont été par la mère, ainsi que le sexe de l'enfant et la date, le lieu et l'heure de sa naissance sont mentionnés à l'extérieur de ce pli. Ces formalités sont accomplies par les personnes visées à l'article L223-7 avisées sous la responsabilité du directeur de l'établissement de santé. À défaut, elles sont accomplies sous la responsabilité de ce directeur.

Les frais d'hébergement et d'accouchement des femmes qui ont demandé, lors de leur admission dans un établissement public ou privé conventionné, à ce que le secret de leur identité soit préservé, sont pris en charge par le service de l'aide sociale à l'enfance du département siège de l'établissement.
Sur leur demande ou avec leur accord, les femmes mentionnées au premier alinéa bénéficient d'un accompagnement psychologique et social de la part du service de l'aide sociale à l'enfance.
Pour l'application des deux premiers alinéas, aucune pièce d'identité n'est exigée et il n'est procédé à aucune enquête.

Les frais d'hébergement et d'accouchement dans un établissement public ou privé conventionné des femmes qui, sans demander le secret de leur identité, confient leur enfant en vue d'adoption sont également pris en charge par le service de l'aide sociale à l'enfance du département, siège de l'établissement. »
— Article L222-6 du Code de l'action sociale et des familles
« § 1er […] Si le père et la mère de l'enfant naturel, ou l'un d'eux, ne sont pas désignés à l'officier d'état civil, il ne sera fait sur les registres aucune mention à ce sujet.

§ 2 : Les prénoms de l'enfant sont choisis par son père et sa mère. La femme qui a demandé le secret de son identité lors de l'accouchement peut faire connaître les prénoms qu'elle souhaite voir attribuer à l'enfant. À défaut ou lorsque les parents de celui-ci ne sont pas connus, l'officier de l'état civil choisit trois prénoms dont le dernier tient lieu de nom de famille à l'enfant. […] »
— Article 57 du Code civil
La loi du 22 janvier 2002 a ajouté un article 62-1 au Code civil :
« Si la transcription de la reconnaissance paternelle s'avère impossible, du fait du secret de son identité opposé par la mère, le père peut en informer le procureur de la République. Celui-ci procède à la recherche des date et lieu d'établissement de l'acte de naissance de l'enfant. »
— Article 62-1 du Code civil

### Organisation pratique

#### Déroulement
La femme enceinte qui souhaite accoucher sous X doit avertir l'équipe médicale de l'établissement de santé de son choix (public ou privé, conventionné ou non). Aucune pièce d'identité ne peut lui être demandée et aucune enquête ne peut être menée.

##### Informations obligatoires
La femme qui accouche sous X est informée par l'équipe médicale :
- des conséquences de l'abandon de l'enfant,
- du choix qui lui est laissé de donner son identité et/ou des éléments non-identifiants sous pli fermé (par exemple, sur sa santé et celle du père, les origines de l'enfant et les circonstances de sa naissance),
- des aides financières permettant d'élever l'enfant,
- du régime des tutelles des pupilles de l'État,
- et des délais et conditions sous lesquels l'enfant peut être repris par ses parents.

##### Placement de l'enfant
Après l'accouchement, l'enfant est remis au service de l'aide sociale à l'enfance. L'abandon de l'enfant demeure provisoire pendant 2 mois après l'accouchement, délai accordé à la mère pour revenir sur sa décision et reconnaître l'enfant. Durant cette période, l'enfant n'est pas adoptable.
Après ce délai de 2 mois, et si la mère n'est pas revenue sur sa décision de reprendre son enfant, celui-ci est admis comme pupille de l'État et peut alors être proposé à l'adoption. En revanche, si la mère revient sur sa décision, un accompagnement lui est proposé pendant les 3 années suivant la restitution de son enfant afin de garantir :
- l'établissement des relations nécessaires au développement physique et psychologique de l'enfant,
- ainsi que sa stabilité affective.

##### Reconnaissance de l'enfant
Le père peut reconnaître son enfant né sous X dans les 2 mois qui suivent la naissance. S'il ignore les date et lieu de naissance de l'enfant, il peut saisir le procureur de la République qui recherchera les date et lieu d'établissement de l'acte de naissance. La mère a 2 mois après la naissance de l'enfant pour demander que ce dernier lui soit remis, elle doit au préalable reconnaître l'enfant.

#### Accompagnement social
Différents acteurs peuvent intervenir en amont pour donner à la femme enceinte, notamment si elle est en situation de détresse, des informations utiles
- un médecin, une sage-femme
- une assistante sociale,
- les services d'aide à l'enfance et de protection maternelle et infantile, les centres de santé sexuelle
- des associations d'aide aux femmes comme le planning familial[18].

Dans le cadre du suivi de la grossesse, sur sa demande ou avec son accord, la femme peut bénéficier d'un accompagnement psychologique et social de la part des services du département de l'aide sociale à l'enfance. Dans les établissements hospitaliers, les services d'obstétrique et de périnatalité sont généralement organisés pour mobiliser l'assistante sociale de l'établissement ou un psychologue, en lien avec l'équipe médicale. De fait, une partie de l'accompagnement, et en tout cas un travail d'écoute, de clarification quant au désir de la femme, et d'explication est pris en charge par cette équipe. L'accompagnement respecte les principes de confidentialité et de neutralité par rapport à la décision prise par la femme. En aval, la femme peut continuer à bénéficier d'un suivi social.

#### Prise en charge médicale
La femme n'a pas à supporter le coût des soins. Les frais d'hébergement et d'accouchement des femmes sont pris en charge par le service de l'aide sociale à l'enfance. Les soins sont dispensés dans des conditions prenant en compte la situation de la femme, avec en règle générale l'admission de celle-ci et de l'enfant dans des services différents.

#### Recherche des parents
Lorsqu'il a atteint « l'âge de discernement » et avec « l'accord de ses représentants légaux » (loi du 5 mars 2007), l'enfant peut légalement avoir accès aux informations laissées par ses parents.
En 2002, Ségolène Royal a poussé à la création du Conseil national pour l'accès aux origines personnelles (CNAOP), institué par la loi du 22 janvier 2002, afin de faciliter la recherche des parents. Cet organisme permet de faire le tampon entre l'enfant et la génitrice : si l'enfant contacte directement la génitrice, cela pourrait se passer de manière difficile et entraîner un rejet ; l'intervention d'un organisme neutre pourrait faciliter la création de liens entre la génitrice et l'enfant.
Dès sa prise de fonction, Christian Jacob, ministre délégué à la famille du gouvernement Raffarin, démet de ses fonctions le président nommé par Ségolène Royal, Pierre Verdier, acteur très engagé en faveur du « droit à la connaissance des origines », et nomme une présidence plutôt favorable au maintien du secret et du droit à la vie privée de la génitrice. Certains opposants font alors remarquer qu'il s'agit d'état-civil, et non de vie privée d'une personne.

### Référentiel de bonnes pratiques
Le ministère de la santé, en lien notamment avec le CNAOP, a établi un « Protocole pour l'accompagnement des femmes accouchant dans le secret » et un « Guide de bonnes pratiques pour l'accompagnement d'une femme souhaitant accoucher dans le secret » destiné aux professionnels de santé.

## Arguments sanitaires et sociaux en faveur de l'accouchement sous le secret
Aux yeux de professionnels de la santé, l'accouchement sous X contribue à la protection de la mère de naissance, en lui évitant un accouchement dans des conditions sanitaires dangereuses et dans un isolement favorisant encore plus l'angoisse et la panique. En organisant un suivi et une prise en charge des femmes dans le respect de leur choix d'anonymat, il diminue également le nombre de grossesses mal surveillées et donc de retard de croissance, d'accouchement prématuré, d'asphyxie périnatale et de mortalité ou de morbidité périnatales.
Dans la conclusion de son article, Catherine Villeneuve-Gokalp rappelle des situations individuelles et sociales qu'il recouvre, et auxquelles il apporte une réponse :

« Le cumul des difficultés conjugales, familiales, économiques et éventuellement psychiques, joint à la découverte trop tardive de la grossesse pour se préparer à accepter l'enfant ou pour recourir à une IVG, suffit à expliquer que des femmes préfèrent accoucher dans le secret et le confier à l'adoption. Parmi les raisons données, celles qui se rapportent au père biologique sont les plus nombreuses : 43 % des femmes disent ne pas pouvoir garder l'enfant pour des raisons qui lui sont liées. L'absence du père, son comportement ou des difficultés relationnelles ne permettent pas d'envisager d'élever un enfant avec lui ; viennent ensuite, par ordre décroissant, les difficultés financières, un âge trop jeune, la crainte du rejet familial. À ces raisons peuvent s'ajouter des traumatismes récents ou anciens, rarement recueillis dans le cadre d'une enquête, mais fréquemment mis en avant par les professionnels. Leur existence semble d'ailleurs confirmée par une « découverte » souvent très tardive de la grossesse un tiers des femmes la découvrant seulement au troisième trimestre. »

## Questions et problèmes posés par l'accouchement sous X
En dehors des aspects bénéfiques ayant conduit à son adoption, l'accouchement sous X et la fiction juridique qui l'accompagne (la femme est censée ne pas avoir accouché) pose des problèmes moraux et psychiques ou a suscité des débats tant vis-à-vis de la mère que de l'enfant ou du père.

### Pour la mère
L'impossibilité de faire le deuil de sa grossesse ou de l'enfant abandonné, puisque cette grossesse n'existe pas, peut avoir des répercussions insurmontables sur la santé mentale. Cette situation était particulièrement critique lors de l'adoption de la loi de 1993, puisque aussitôt accouchées, les mères étaient renvoyées au néant en tant que mères. Depuis, un accompagnement post-partum a été prévu.
Une autre question est celle de la validité du consentement, puisque la procédure s'accompagne de l'anonymat, et qu'il est impossible de connaitre l'âge de la mère.

### Pour l'enfant
La question principale, dans le cadre de l'anonymat, est la celle de la construction de son identité.

### Pour le père
Il existe deux grandes sortes de reproches, opposés :
La possibilité pour la femme de demander l'anonymat, y compris lorsque le père souhaiterait élever l'enfant, ou lorsqu'elle est mariée avec lui, était au moins jusqu'à la jurisprudence de 2006 analysée comme une « néantisation » des pères, dont les droits sont bafoués.
Un reproche opposé est que, en gommant toute existence de l'accouchement et de la grossesse, cette procédure permet de masquer à bon compte les incestes, viols ou abandons résultant de l'inconscience de certains hommes, et de les conforter dans leur position.

## Contentieux et débats juridiques

### Contentieux
Les contentieux peuvent opposer des ascendants de l'enfant (géniteur, génitrice ou grands-parents), ainsi que l'enfant lui-même. L'enfant peut tenter de requérir, contre la volonté de sa génitrice, la levée du secret, dans le souci de connaître ses origines. Le géniteur, quant à lui, peut vouloir établir sa paternité, contre la volonté de la génitrice, qui a accouché sous X. Enfin, la génitrice, bien entendu, peut vouloir conserver le secret de l'accouchement, évènement douloureux.
La Cour européenne des droits de l'homme (CEDH) a eu l'occasion de statuer sur la régularité du droit français au regard du droit européen concernant l'accouchement sous X dans le cadre d'un contentieux entre la génitrice et l'enfant (Odièvre c. France, 2003). L'intérêt de l'enfant à connaître son origine familiale est reconnu comme une composante du droit à la vie privée, défendu par l'article 8 de la Convention européenne des droits de l'homme. Mais elle relève d'autre part « l'intérêt d'une femme à conserver l'anonymat pour sauvegarder sa santé en accouchant dans des conditions médicales appropriées. Il s'agit de deux intérêts difficilement conciliables concernant deux adultes jouissant chacune de l'autonomie de sa volonté » et souligne que « l'intérêt général est également en jeu dans la mesure où la loi française a pour objectif de protéger la santé de la mère et de l'enfant lors de l'accouchement, d'éviter des avortements en particulier clandestins et des abandons « sauvages ». Le droit au respect de la vie n'est ainsi pas étranger aux buts recherchés par le système français ».
La CEDH a finalement jugé que :

« la législation française tente ainsi d'atteindre un équilibre et une proportionnalité suffisantes entre les intérêts en cause. En conséquence, la Cour estime que la France n'a pas excédé la marge d'appréciation qui doit lui être reconnue en raison du caractère complexe et délicat de la question que soulève le secret des origines au regard du droit de chacun à son histoire, du choix des parents biologiques, du lien familial existant et des parents adoptifs. Dès lors, il n'y a pas eu violation de l'article 8 de la Convention. »

D'un autre côté, en 2012 la CEDH a condamné l'Italie : la législation italienne ne prévoyait aucun dispositif d'accès à des renseignements même non identifiants, ce que la Cour a jugé excessif et disproportionné (Godelli c. Italie, 2012).
La CEDH a considéré en 2008 (Kearns c. France) « qu'en présence d'intérêts aussi divergents que ceux de la mère biologique, de l'enfant et de la famille adoptive, l'intérêt supérieur de l'enfant doit primer » et que cet intérêt comporte le fait pour l'enfant de pouvoir être adopté rapidement.
En ce qui concerne l'intérêt du père, la procédure de l'accouchement sous X est critiquée par des mouvements de pères ou antisexistes. Selon eux, la procédure est discriminatoire, puisque la génitrice peut la mener à bien sans qu'il soit consulté voire en soit informé. Ils en demandent soit la suppression, soit l'aménagement. Ils suggèrent par exemple qu'obligation soit faite à la génitrice d'indiquer l'identité du père, qui serait obligatoirement consulté avant le démarrage de la procédure d'adoption.
Le 7 avril 2006, après un feuilleton judiciaire de cinq ans et des décisions contradictoires, Philippe Peter, le père d'un jeune garçon qu'il avait reconnu en 2000 avant la naissance, mais dont la génitrice avait accouché sous X sans l'en avertir, a bénéficié d'une décision favorable de la Cour de cassation. Celle-ci lui a reconnu le droit à exercer pleinement sa paternité, et a annulé l'adoption plénière prononcée par la Cour d'appel de Nancy. Certains juristes pensaient que cette décision ferait jurisprudence[réf. nécessaire] et empêcherait désormais certaines génitrices d'exercer un droit de veto contre le père lorsque celui-ci désire effectivement élever l'enfant. Cependant, en décembre 2006, la Cour d'appel de Rennes a accordé aux parents adoptifs l'adoption simple (et non plénière), et un droit de visite à Philippe Peter : il n'élèvera pas son fils, même s'il garde avec lui un lien juridique, et un contact régulier. Et dans des affaires analogues ultérieures (Jean Charnolé, Yoann Delorme), les pères n'ont rien obtenu.

### Un «sous X» au masculin?
La procédure représente clairement, avec l'IVG, une deuxième possibilité pour les mères potentielles de renoncer à un enfant alors que la grossesse est déjà engagée, et peut donc être considérée comme un privilège féminin selon la juriste Marcela Iacub. C'est pourquoi elle propose une procédure parallèle concernant les pères potentiels : informé de la grossesse de sa partenaire, si celle-ci souhaite la mener à terme alors que lui ne désire pas d'enfant, le père pourrait par un document écrit renoncer à toute responsabilité concernant l'enfant à naître, et être ensuite automatiquement protégé contre une action en recherche de paternité. En d'autres termes, Iacub pencherait vers une protection de la vie privée du géniteur équivalente à celle accordée à la génitrice accouchant sous X, toutes deux cependant au détriment de la recherche par l'enfant de ses origines.

### Position des grands-parents
Pour la première fois, en France, un juge des référés (d'Angers) autorisa le 8 octobre 2009 des grands-parents à prouver leur lien de filiation avec leur petite-fille qui était née sous X, bravant la jurisprudence constante de la Cour de cassation à cet égard. Le magistrat avait relevé « l'attitude ambigüe de la mère » qui avait permis aux grands-parents de voir l'enfant né prématurément peu après sa naissance, « établissant ainsi un lien avec le bébé ».
En avril 2010, le tribunal de grande instance d'Angers a rejeté la demande de garde de la petite-fille effectuée par ses grands-parents biologiques, suivant ainsi la volonté de la génitrice. Dans ce sens, le tribunal a rejeté le recours déposé par les grands-parents contre l'arrêté d'acception de l'enfant comme pupille de l'État, l'expertise génétique effectuée étant contraire à l'article 16-11 du Code civil. Toutefois, un arrêt de la cour d'appel d'Angers en date du 26 janvier 2011 a rendu une décision contraire, permettant ainsi aux grands-parents d'obtenir finalement la garde.

## Statistiques et sociologie

### Sources statistiques

Les données publiées par l'Observatoire National de l'Enfance en Danger (ONED) font apparaître que le nombre d'enfants nés sans filiation, plafonnant aux alentours de 2 000 par an à la fin des années 1960, a fortement diminué au cours des trois dernières décennies du XXe siècle pour s'établir aux environs de 600-700 naissances annuelles au début des années 2000.
De 2007 à 2013, le nombre de naissances sous le sceau du secret varie autour d'une moyenne de 665 par an (731, niveau le plus élevé, en 2010 ; 637 en 2013). Le taux pour 100 000 naissances était en 78,7.
À signaler une pluralité des sources statistiques, qui se chevauchent dans le temps : la série de l'INSEE sur le nombre d'enfants nés d'accouchements anonymes et d'enfants trouvés, et celle du nombre de pupilles de l'État nés sous le secret ou enfants trouvés. Cette dernière série, la seule maintenant disponible, fait l'objet de redressements dans le cas de naissances tardives, et présente également un biais de rehaussement liée, selon l'ONED, à une amélioration de la collecte depuis qu'il en a la charge.

### Sociologie
Avec le concours de 83 correspondants départementaux du CNAOP, une étude a été réalisée par Catherine Villeneuve-Gokalp (INED) sur les femmes ayant accouché sous le secret en France de 2007 à 2009. Elle fait apparaître les caractéristiques suivantes :
- Des mères de naissance plus jeunes et rarement en couple avec le père biologique ;
- Pas plus de mères de naissance étrangères ou d'origine étrangère que dans la population générale ;
- Trois mères de naissance sur quatre n'ont pas leur indépendance économique ;
- Une fois sur dix, la remise de l'enfant pourrait s'expliquer par des problèmes de santé.

L'étude dégage aussi les profils suivants :
- Les « jeunes femmes dépendantes de leurs parents » (25 % des mères de naissance) : elles n'ont pas d'emploi et pas de logement indépendant. Elles sont très majoritairement en cours d'études (79 %), sinon au chômage (6 %) ;
- Les « femmes indépendantes » (25 %) : elles semblent à l'abri des difficultés matérielles les plus aiguës et ont majoritairement un emploi (60 %) ou sont en couple (62 %) ;
- Les « femmes seules en situation de précarité » (15 %) cumulent difficultés financières et isolement.

35 % des femmes échappent à cette classification.
D'autres sources apportent des éléments en partie convergents, dont une étude des dossiers des 73 femmes ayant accouché sous X entre 1999 et 2010 au CHU de Nantes. Elle met en évidence l'absence de profil type chez les femmes, mais constate une plus grande vulnérabilité liée à l'âge, l'isolement ou la précarité. Une autre enquête, plus ancienne, réalisée en 1999 auprès de 47 maternités d'Île-de-France,,, fait mention d'un groupe de jeunes femmes d'origine immigrée, vivant le plus souvent dans leur famille, et dont la grossesse constitueraient un grave déshonneur, et pourrait être à l'origine d'importantes représailles. Elles représenteraient plus de 50 % des accouchements sous X dans certains hôpitaux d'Île-de-France. L'écart avec les résultats de l'enquête INED peut s'expliquer par la différence de date et de périmètre géographique, et est moins flagrant quand on rentre dans le détail des données. Rappelons également que ces travaux sont rendus plus difficiles par le manque d'informations dû à l'anonymat demandé.